# Julia Stierli
Julia Stierli, född den 3 April 1997 i Muri, är en schweizisk fotbollsspelare.

## Karriär
Julia Stierli inledde sin seniorkarriär i FC Aarau år 2012. Hon värvades 2014 av FC Zürich Frauen innan hon 2024 flyttade till Freiburg. Hon har även representerat det schweiziska damlandslaget där hon debuterade år 2016.